# Institutum Judaicum et Muhammedicum
Das Institutum Judaicum et Muhammedicum in Halle (Saale) war von 1728 bis 1792 eine pietistisch geprägte Einrichtung zur Missionierung insbesondere der jüdischen Bevölkerung in Europa.

## Geschichte
Das Institutum Judaicum et Muhammedicum wurde im Jahre 1728 von Johann Heinrich Callenberg gegründet. Seine Nachfolger wurden Stephan Schultz (1714–1776) und Israel Beyer (1728–1813). Impulse gaben Paul Anton, Joachim Justus Breithaupt und August Hermann Francke. Geistige Väter waren Johann Müller (1649–1729) und Johann Christoph Wagenseil. 1792 wurde die Stiftung aufgelöst und der Nachlass an die Franckesche Stiftungen übertragen.
Das Institut war geprägt von den Halleschen Pietisten, die bereits Anfang des 18. Jahrhunderts mit der Dänisch-Halleschen Mission eine interkontinentale Mission betrieben. Sie wollten mit pietistischen Mitteln das christliche Heil verkünden und Judenmissionierung durchführen. Grundlage war das mit Respekt verbundene wissenschaftliche Interesse an Andersgläubigen. Auf Missionsreisen wurden Vorträge in der jeweiligen Landessprache gehalten und eigene Literatur an Juden weitergegeben. Nach der Entstehung der Messianistenbewegung von Jakob Joseph Frank in Polen wurden dort Mitarbeiter eingesetzt. Das Institut verfasste viele Schriften in arabischer und hebräischer Sprache, die Hallesche Theologiestudenten verteilten.  Die daraus erfolgten Reaktionen dokumentierten sie in Tagebüchern. Das Institut verzichtete grundsätzlich auf die Taufe von Juden. Bis zu seiner Auflösung hatte das Institut über 20 Missionare entsandt.
Im Jahre 1994 wurde mit der Aufarbeitung der Institutsunterlagen begonnen und 1997 eine Gruppe von sieben Wissenschaftlern unter der Leitung von Professor Walter Beltz gegründet, die diese Arbeit übernahm.